# Party Heard Around the World
Party Heard Around the World è il nono album in studio del gruppo di musica country statunitense Lonestar, pubblicato nel 2010.

## Tracce
1. Beat (I Can Feel Your Heart) – 3:13
2. Live, Laugh and Love – 4:01
3. She Wants What She Wants – 3:23
4. You're the Reason Why – 3:26
5. Y.O.U. – 3:34
6. Making Memories – 4:44
7. The Future – 3:39
8. Goodbye Is Goodbye – 3:19
9. Let Me Love You – 3:48
10. Party Heard Around the World – 3:24

## Formazione
Lonestar
- Michael Britt — chitarra elettrica, mandolino
- Cody Collins — voce
- Keech Rainwater — batteria
- Dean Sams — piano, synth, organo Hammond, cori

Altri musicisti
- Perry Coleman — cori
- Eric Darken — percussioni
- Larry Franklin — fiddle, mandolino
- Wes Hightower — cori
- Mark Hill — basso
- Troy Lancaster — chitarra elettrica
- Billy Panda — chitarra acustica
- Biff Watson — chitarra acustica